# Massino Visconti
Massino Visconti är en ort och kommun i provinsen Novara i regionen Piemonte i Italien. Kommunen hade 1 050 invånare (2018).